# アンナ・ド・コンスタンティノープル
アンナ・ド・コンスタンティノープル（フランス語：Anne de Constantinople, イタリア語：Anna di Costantinopoli, 885年 - 912年）は、東ローマ帝国皇女、ローマ皇后およびイタリア王妃。

## 生涯
アンナは東ローマ皇帝レオーン6世とゾエ・ザウツァイナとの間の娘である。
セティパニ（Christian Settipani）によると、コンスタンティノープル大司教ニコラオス1世の手紙において、レオーン6世とゾエとの間の次女と、プロヴァンス王・ローマ皇帝ルイ3世との結婚のための交渉について言及しているという。この交渉が成功したか否か、および結婚が実際に行われたかどうかは不明である。アンナはルイ3世と結婚しなかったとする歴史家もいる。
一方、セティパニおよび一部の系図学者は、結婚式は900年代に行われ、この結婚により、西ローマ帝国と東ローマ帝国の帝室が結ばれたとする。そしてこの結婚により、シャルル・コンスタンティンが生まれ、その名前こそが西と東の融合を示すとしている。また、ベレンガーリオ1世の2番目の妃アンナは、ルイ3世とアンナとの間の娘といわれている。
アンナはコンスタンティノープルに葬られたが、それはアンナが結婚せずコンスタンティノープルで生涯を送ったという根拠ともされている。